# 布伦娜·泰勒之死
2020年3月13日，26岁的美国緊急醫療技術員布伦娜·泰勒（英語：Breonna Taylor，/briːˈænə/，音“布丽娅娜”）被路易斯维尔警察局警官乔纳森·马丁利（Jonathan Mattingly）、布雷特·汉基森（Brett Hankison）和迈尔斯·科斯格罗夫（Myles Cosgrove）射中8枪后死亡，而警方的目标则是两名據報以泰勒家10英里（16公里）外的房屋為據點的毒贩。
据称，泰勒的男友肯尼思·沃克（Kenneth Walker）率先开枪打伤了一名执法人员。沃克的律师称，沃克认为有人非法进入他的住宅，沃克开枪只是出于自卫。但沃克仍然面临一级袭击和谋杀警察未遂的刑事指控，但因2019冠状病毒病疫情而沒有被拘禁，这一做法招致路易斯维尔警察局局长史蒂夫·康拉德（Steve Conrad）的批评。2020年5月下旬，联邦检察官汤姆·瓦恩（Tom Wine）动议驳回了对沃克的所有指控。在审查联邦调查局和肯塔基州总检察长办公室的调查结果后，此案可能会被再次提交到大陪审团。5月22日，法官奥卢·史蒂文斯（Olu Stevens）解除了沃克的居家监禁。

## 背景
泰勒于1993年6月5日生于密歇根州大急流城，父母是塔米卡·帕尔默（Tamika Palmer）和特洛伊·赫罗德（Troy Herrod）。泰勒从西部高中毕业后就读于肯塔基大学。泰勒曾在路易斯维尔大学犹太医院和诺顿医保公司工作。根据记录，她自2016年1月至11月在路易斯维尔工作，2016年6月被提任为緊急醫療技術員。泰勒死前就职于路易斯維爾大學健康科学中心。

## 事件
根据泰勒家人提起的一项非正常死亡诉讼所述，事发前泰勒和沃克睡在卧室里，警察的车则没有标记。泰勒和沃克认为自己家被不法分子闯入，处于危险之中。诉讼称，“警察随后进入了布伦娜家，没有敲门，也没有表明自己是警察。随后，被告向住所开枪。”
律师本杰明·克伦普说，警察在闯入之前已把目标毒贩抓获。
2020年5月14日，代表其家人的律师萨姆·阿吉亚尔（Sam Aguiar）在《信使日报》上向公众披露了一些照片，他们和隔壁的公寓都遭到了枪击。

## 后续
因遭受地方乃至全国性的批评，警察局局长史蒂夫·康拉德宣布辞职，于2020年6月30日生效。
因5月25日白人警察暴力执法导致非裔美国人乔治·弗洛伊德死亡并引发群眾抗議，5月28日晚，路易维尔市就警方枪杀布伦娜·泰勒发生抗议活动，后升级为对警察的攻击，并有财产损失；现场发生枪击事件，造成至少7人中枪，其中一人情况危重。
9月23日，肯塔基州检察部门表示，两名涉事警察有正当开枪理由，不予起诉，布雷特·汉基森则因开枪危及布伦娜·泰勒的邻居而被起诉。随后美国多地爆发抗议示威，两名警察在示威活动中遭到枪击。